# Матьківці
Матьківці  (біл. вёска Мацькоўцы) — село в складі Вілейського району Мінської області, Білорусь. Село підпорядковане Ольковицькій сільській раді, розташоване в північній частині області.